# دانا إليس
دانا إليس هي منافسة ألعاب القوى كندية، ولدت في 1980 في كيتشنر في كندا.

## وصلات خارجية
- دانا إليس على موقع الاتحاد الدولي لألعاب القوى (الإنجليزية)
- دانا إليس على موقع الاتحاد الكندي لألعاب القوى (الإنجليزية)
- دانا إليس على موقع اللجنة الأولمبية الدولية (الإنجليزية)
- دانا إليس على موقع أوليمبيديا (الإنجليزية)
- دانا إليس على موقع اللجنة الأولمبية الكندية (الإنجليزية)
- دانا إليس على موقع اتحاد ألعاب الكومنولث (مؤرشف) (الإنجليزية)